# Віра!
Віра! (від італ. virare — «повертати») — командне слово, що означає «підіймай!» «вибирай!» Команда використовується у такелажників, будівельників та ін. при підйомі ваг за допомогою крана, лебідки та т.п.
Протилежне — Майна!